# چترال
چِترال شهری واقع در ایالت خیبر پختونخوا در شمال شرقی پاکستان است. این شهر مرکز شهرستان چترال است که ۱۴۸۵۰ کیلومتر مربع وسعت و ۴۷۸ هزار نفر جمعیت (برآورد ۲۰۱۴) دارد.
این شهر در دره اورَش از دره‌های کوهستان هندوکش و در ۱۱۵ کیلومتری شمال خاوری اسلام‌آباد و ۱۵۰ کیلومتری شرق پیشاور قرار دارد و بلندای آن از سطح دریا ۱۲۱۱ متر تا ۱۲۶۰ متر است.
شهر چترال در ساحل غربی رود چترال و در دامنهٔ قلهٔ ترچ میر واقع است. رود چترال به رود کنر می‌ریزد و وارد افغانستان می‌شود و قله ترچ میر که در شمال چترال واقع شده با ۷۷۰۸ متر مرتفع‌ترین قله هندوکش است. این شهر تا سال ۱۹۶۹ مقر فرمانروایی دولت راج‌نشین چترال بود.